# Hans Morgenthau
Hans Joachim Morgenthau (ur. 17 lutego 1904 w Coburgu; zm. 19 lipca 1980) – amerykański prawnik i badacz stosunków międzynarodowych niemieckiego pochodzenia. Jest uznawany – obok Edwarda Carra – za ojca nurtu realistycznego we współczesnej teorii stosunków międzynarodowych.

## Życiorys
Na początku swojej kariery wykładał i praktykował prawo we Frankfurcie nad Menem. W 1937 opuścił nazistowskie Niemcy i osiadł w Chicago, a następnie związał się na resztę życia z tamtejszym uniwersytetem.
Uważa się, że osobiste doświadczenia z niezwykle zideologizowaną, hitlerowską koncepcją polityki międzynarodowej wpłynęły na jego własne poglądy, w których akcentował potrzebę maksymalnie chłodnego i pozbawionego emocji patrzenia na stosunki międzynarodowe. Stał się także piewcą koncepcji równowagi sił i oddzielania moralności zwykłego człowieka od moralności męża stanu.

## Sześć zasad Morgenthau'a
W swoim dziele Polityka między narodami Morgenthau zawarł sześć podstawowych zasad realizmu politycznego (zamiennie zwanego realizmem w stosunkach międzynarodowych):
1. Polityka i społeczeństwo rządzą się obiektywnymi prawami, które są niezależne od woli człowieka, lecz zakorzenione w jego naturze.
2. Pojęciem scalającym politykę jest interes narodowy definiowany w kategoriach siły.
3. Zdefiniowany interes narodowy stanowi kategorię obiektywną.
4. W polityce obecna jest świadomość moralnej wagi działań politycznych, ale występuje tu nieuniknione napięcie polityka-moralność.
5. Żadne partykularne wartości lub jednostkowy interes narodowy nie mogą pretendować do miana uniwersalnych.
6. Realizm polityczny zachowuje pewną odrębność od innych szkół stosunków międzynarodowych, (jednak wciąż, jako typ idealny pozostaje etyczny, pociągając za sobą moralność)[1].